# Priolepis ascensionis
Priolepis ascensionis is een straalvinnige vissensoort uit de familie van grondels (Gobiidae). De wetenschappelijke naam van de soort is voor het eerst geldig gepubliceerd in 1987 door Dawson & Edwards.